# François Buloz
Pour les articles homonymes, voir Buloz.
François Buloz, né le 20 septembre 1803 à Vulbens et mort le 12 janvier 1877 à Paris, est un patron de presse français.

## Biographie
Fils de cultivateurs, chimiste de formation, François Buloz est d'abord prote d'imprimerie, puis compositeur d'imprimerie et correcteur. Il traduit quelques ouvrages anglais, puis devient, en 1831, le directeur de la Revue des deux Mondes fondée, deux ans auparavant, par Prosper Mauroy et Pierre de Ségur-Dupeyron, rachetée par l'imprimeur Auffray. Il dirigera la revue durant quarante ans, réunissant autour de sa publication l'élite des écrivains français : Charles Augustin Sainte-Beuve, Victor Hugo, Alfred de Vigny, Alfred de Musset, George Sand, Honoré de Balzac, Alexandre Dumas père et, plus tard, Erckmann-Chatrian, Octave Feuillet, Hippolyte Taine et Ernest Renan. Cette revue prend bientôt le premier rang des périodiques français, rang qu'elle conservera durant tout le XIXe siècle. Il se consacre tout entier à ce titre, et en assure le succès par son jugement, son activité infatigable et une volonté énergique qu'il impose même aux écrivains les plus considérables.
En 1847-1848, François Buloz est administrateur de la Comédie-Française. Lorsqu'il fait l'acquisition du domaine de Ronjoux, à La Motte-Servolex, François Buloz s'offre la possibilité de se soustraire périodiquement aux soucis qui font son quotidien à Paris. Il retrouve aussi la Savoie, terre de ses ancêtres, et se prononce contre le rattachement de la province à la France en 1860. D'illustres écrivains seront accueillis dans sa belle propriété de Ronjoux. George Sand, réconciliée avec son éditeur après près de vingt ans de brouille, viendra à Ronjoux au début du mois de juin 1861.
Lorsqu'il s'éteint à son domicile parisien, sa petite fille Marie-Louise Pailleron prendra possession du château de Ronjoux.
Buloz est un personnage clé du deuxième tiers du XIXe siècle, qui voit la naissance du métier d'éditeur et l'émergence de la « chose éditoriale ».
Il a été fait chevalier de la Légion d’honneur, 4 janvier 1873. Il est inhumé au cimetière du Père-Lachaise.